# Pendant l'attente
Pendant l'attente (Frans voor Tijdens het wachten) is een jeugdcompositie van Albert Roussel. Het is een lied gebaseerd op een tekst van Cattule Mendès. Het lied is alleen in manuscriptvorm bewaard gebleven. Het is in handen van de Nationale Bibliotheek te Brussel. Het is een van de weinig stukken uit de vroege loopbaan van Roussel, die bewaard zijn gebleven. Het zou bestaan uit ongeveer twee bladzijden muziek en Roussel was nog in de leer bij Eugène Gigout.